# محطة قطار وادي جر
محطة وادي دجر هي محطة قطار جزائرية سابقة تقع ببلدية واد دجر في ولاية البليدة .

## موقع في السكك الحديدية
تقع المحطة على خط الجزائر - وهران حيث تسبقها محطة العفرون وتتبعها محطة بومدفع .

## خدمة الركاب

### خدمة
في عام 2023، لم يتم خدمة المحطة بواسطة قطارات شركة النقل بالسكك الحديدية الوطنية .

## أنظر أيضا

### مَقالات ذات صلة
- خط من الجزائر إلى وهران
- قائمة محطات القطارات في الجزائر

### رَابط خارجي
- "SNTF". Société nationale des transports ferroviaires (SNTF). مؤرشف من الأصل في 2025-06-30..